# Liza Dalby
Liza Crihfield Dalby (nascida em 1950) é uma antropóloga e romancista americana especializada em cultura japonesa. Para seus estudos de pós-graduação, Dalby estudou e realizou trabalho de campo no Japão da comunidade de gueixas de Ponto-chō, sobre a qual escreveu em sua dissertação de doutorado, intitulada A instituição da gueixa na sociedade japonesa moderna. Desde então, ela escreveu cinco livros. Seu primeiro livro, Geisha, foi baseado em suas primeiras pesquisas. O próximo livro, Kimono: Fashioning Culture é sobre roupas tradicionais japonesas e a história do quimono. Isto foi seguido com um relato fictício do nobre Período Heian de Murasaki Shikibu, com o romance The Tale of Murasaki. Em 2007, ela escreveu um livro de memórias, East Wind Melts the Ice, que foi seguido dois anos depois por uma segunda obra de ficção, Hidden Buddhas.
Dalby é considerada um especialista no estudo da comunidade japonesa de gueixas, e atuou como consultora do romancista Arthur Golden e do cineasta Rob Marshall para o romance Memórias de uma Gueixa e o filme de mesmo nome.

## Antecedentes
Como estudante do ensino médio, Dalby visitou o Japão em um programa de intercâmbio estudantil; lá ela aprendeu a tocar o shamisen, o tradicional violão japonês de três cordas. Em 1975, ela retornou ao Japão por um ano para pesquisar a comunidade de gueixas, como parte de seu trabalho de campo em antropologia. A pesquisa de Dalby, feita como parte de seus estudos de doutorado na Universidade de Stanford, foi apresentada em sua dissertação e se tornou a base para seu primeiro livro, Gueixa, sobre a cultura da comunidade de gueixas. Seu estudo, que incluiu entrevistas com mais de 100 gueixas, foi considerado excelente e recebeu elogios de acadêmicos no momento da publicação, embora alguns acadêmicos sejam mais críticos.
Durante seus estudos de doutorado sobre a comunidade de gueixas, conduzidos primeiro em Tóquio e depois em Ponto-chō em Quioto, ela foi convidada a ingressar em uma casa de gueixas em Quioto, após seu contato principal na cidade, uma ex-gueixa que passou pelo nome de Ichiraku em seus dias de trabalho, sugeriu. Como tal, Dalby começou a participar de banquetes sob o nome de Ichigiku, com outra gueixa, Ichiume, atuando como sua "irmã mais velha" cerimonial.[carece de fontes?]

Embora Dalby fosse fluente em japonês e habilidosa em tocar shamisen, ela se apresentava em festas e banquetes de gueixas, coletivamente chamados de ozashiki, em uma capacidade não oficial, nunca tendo passado pelos ritos de debutar como gueixa devido à natureza temporária de sua estadia. no Japão. Como tal, ela não foi paga por suas performances, embora convidados e várias "mães" de gueixas dentro da comunidade não raramente lhe dessem uma gorjeta por seu tempo. Embora a experiência de Dalby na sociedade de gueixas tenha sido conduzida para fins acadêmicos, Dalby formou fortes amizades e relacionamentos com gueixas em Quioto e Tóquio, e passou a ser considerado talentoso nas habilidades necessárias para ser uma gueixa:
Na minha última visita [à okiya Yamabuki em Yoshichō, Tóquio]... a proprietária [da casa] sentiu que tinha que dizer alguma coisa. "Quando nos conhecemos, Kikuko, você era tão estudiosa - todas aquelas perguntas sérias que tivemos que tentar responder. Você realmente mudou muito. . . Eu diria que seu treinamento em Pontochō foi muito bom. Que desperdício voltar ao seu país agora, quando você poderia ser uma gueixa tão maravilhosa!"

## Obras publicadas

### Geisha
O primeiro livro de não ficção de Dalby, Geisha (filmado como American Geisha),[carece de fontes?]  baseia-se em suas experiências nas várias comunidades de gueixas do Japão, especificamente no distrito de Pontochō em Quioto. No livro, Dalby escreve sobre suas experiências nas comunidades de gueixas contemporâneas de meados da década de 1970 e as experiências de gueixas em décadas anteriores, enfatizando uma série de mudanças na comunidade e na profissão de gueixa decorrentes da Segunda Guerra Mundial, mudanças na economia e a mudança de status das mulheres na sociedade japonesa em geral, entre outras questões. Dalby escreve sobre a comunidade de gueixas fortemente unida e as vidas das gueixas dentro de sua sociedade hierárquica de artistas femininas, cortando entre vinhetas de suas experiências na comunidade de gueixas e explicações mais amplas das muitas facetas das gueixas na sociedade japonesa.

### Kimono

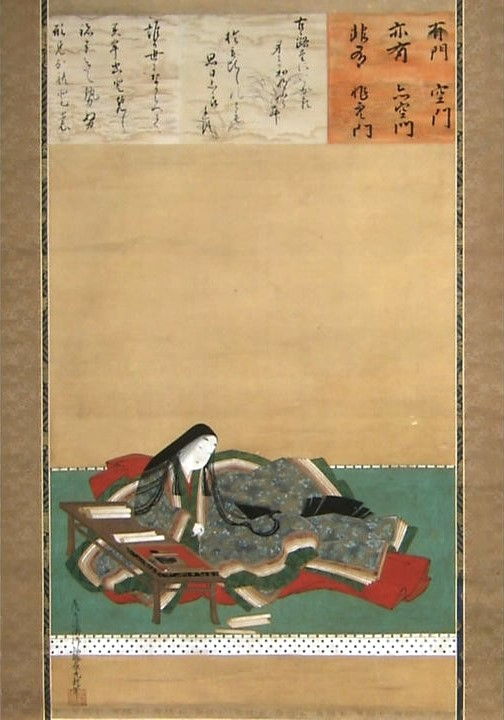
Murasaki Shikibu retratada em roupas formais do período Heian nesta ilustração do século XVII, por Tosa Mitsuoki

Geisha foi seguido por um livro sobre quimono, intitulado Kimono: Fashioning Culture; que segue desde o último capítulo de Geisha, que cobre brevemente o quimono no contexto da gueixa. Em entrevista a revista eletrônica Salon, Dalby explicou que na literatura da corte japonesa do  século XI, autoras como Murasaki Shikibu escreviam longas descrições das roupas que as pessoas usavam, com descrições diretas dos rostos das pessoas ou nomes considerados altamente rudes e quase inexistentes em literatura do período Heian; como tal, as definições de beleza e alta moda do período centraram-se no simbolismo representado nas camadas de roupas e sua interação com a representação da natureza e das estações na arte e na literatura do período Heian. A fina interação entre roupas e arte foi frequentemente descrita em textos como The Tale of Genji, de Murasaki. No livro, Dalby apresenta ensaios sobre o simbolismo social do quimono, bem como seu desenvolvimento ao longo de vários séculos, começando no Japão do início do século VII e VIII, até o status atual do quimono no Japão pós-Segunda Guerra Mundial, e as razões por trás do uso do quimono em uma sociedade moderna onde o quimono não é mais o item de vestuário predominante.

### The Tale of Murasaki

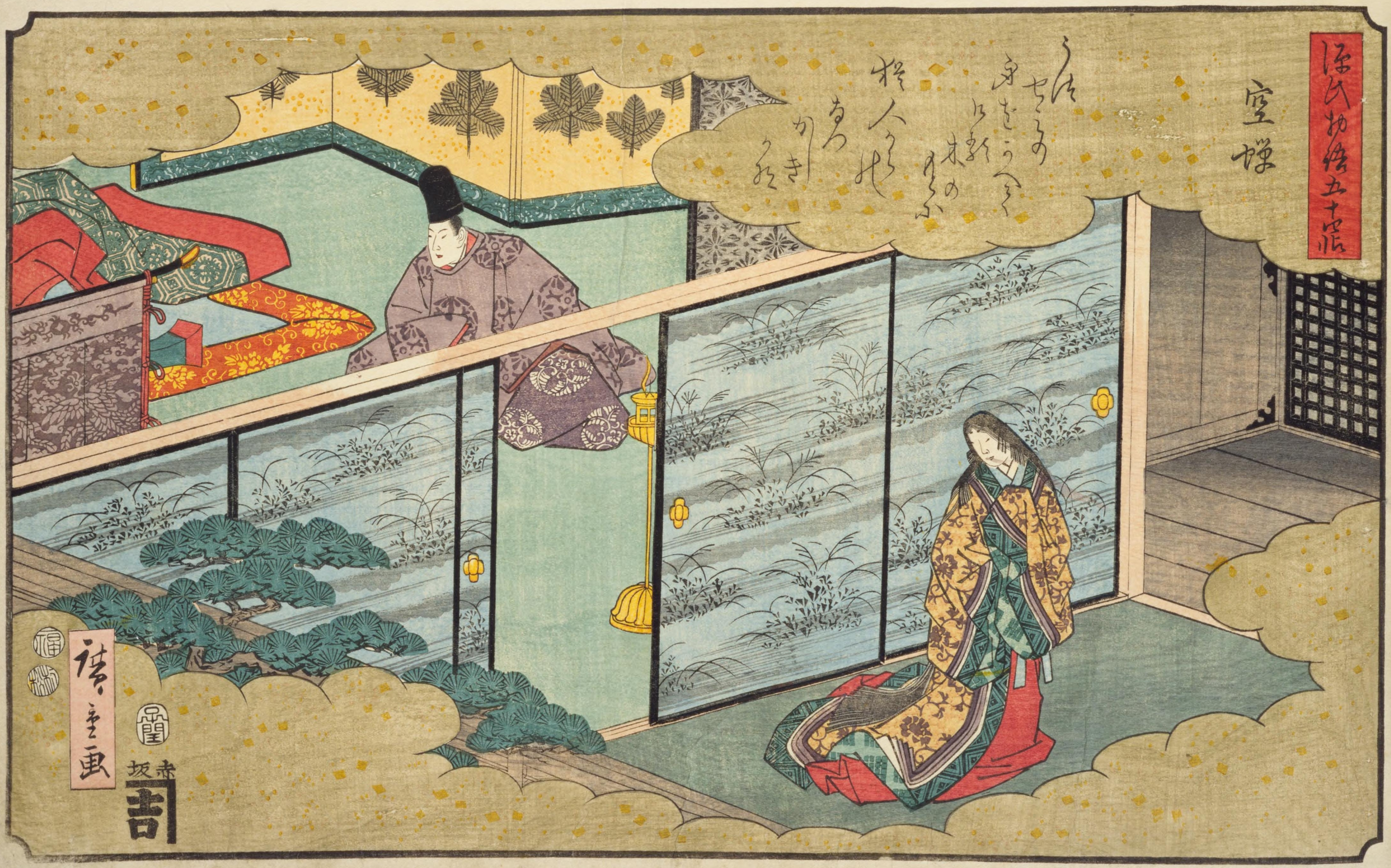
A vida na corte do período Heian retratada em uma ilustração ukiyo-e, do século XIX, de The Tale of Genji, por Hiroshige

Intitulado The Tale of Murasaki, uma biografia fictícia de Murasaki Shikibu, poeta da corte do século XI, cuja obra The Tale of Genji é considerada um clássico, foi publicada em 2000. Dalby afirmou que sua decisão de escrever um relato fictício da vida de Murasaki foi motivada pelo fato de que ela "não podia contribuir com nada acadêmico". Fascinada por uma cultura da corte do período Heian do século XI, orientada na maior parte em torno da arte poética e da literatura refletindo o mundo natural, Dalby entrelaçou muito disso no livro, escrevendo sobre as roupas que as mulheres usavam; os casos de amor que tiveram; a maneira pela qual a poesia era frequentemente trocada; e a reclusão das mulheres dentro da corte do período Heian, onde muitas vezes eram vistas por homens atrás de telas, seus rostos não vistos pelos amantes. Dalby explica que a sociedade das gueixas não se desenvolveu até pelo menos 500 anos depois, e que uma dama de companhia como Murasaki não teria o temperamento para se tornar uma gueixa, devido a natureza reservada e esperada das mulheres da corte na época.

### East Wind Melts the Ice
Dalby seguiu The Tale of Murasaki com seu livro de memórias, intitulado East Wind Melts the Ice: A Memoir Through the Seasons, publicado em 2007. No livro, Dalby segue um sistema de tempo e estações derivado da China antiga, em que um ano é dividido em 72 períodos de cinco dias. O livro de memórias consiste em 72 vinhetas, intituladas como capítulos em letras minúsculas, como "crisântemos são tingidos de amarelo".[carece de fontes?]
O suplemento semanal do periódico The New York Times Book Review elogiou a obra East Wind Melts the Ice, chamando o estilo de escrita de Dalby de "excêntrico", apresentando material incomum, mas interessante, tecendo experiências do Japão, China e norte da Califórnia para criar uma "riqueza de informações". Dalby recebeu elogios da Booklist pela maneira como usa um estilo de escrita de fluxo de consciência, para criar uma obra em que o conceito oriental de tempo é contrastado com o ocidental; sua capacidade de ver com os olhos de um antropólogo e ainda trazer uma visão imaginativa e criativa para o livro; e, principalmente, reunir os vários lugares em que ela viveu, de Quioto, onde viveu como a primeira mulher ocidental a se tornar oficialmente uma gueixa na década de 1970, ao norte da Califórnia, onde vive atualmente.

### Hidden Buddhas
O segundo romance de Dalby, Hidden Buddhas: A Novel of Karma and Chaos, foi publicado em 2009, no qual ela volta a escrever ficção. Neste livro, ambientado no Japão, Paris e no estado americano da Califórnia, ela escreve uma história tendo como pano de fundo o conceito de hibutsu (estátuas secretas de Buda) em templos budistas japoneses.